# Alfred von Ressig
Alfred von Ressig (* 20. Januar 1865 in Krakau; † 22. März 1930 in Wien) war ein österreichischer Verwaltungsbeamter.

## Leben
Alfred von Ressig, Sohn des Zentralinspektors der galizischen privilegierten Karl Ludwig-Bahn Anton Ressig, studierte von 1882 bis 1886 an der Universität Wien Rechtswissenschaften. Seine berufliche Laufbahn begann er 1897 bei der Statthalterei Wien und ging anschließend zur Eisenbahn. 1893 wurde er in die Eisenbahnsektion des Handelsministeriums und 1896 in das Eisenbahnministerium berufen. 1904 stieg er zum Sektionsrat, 1907 zum Ministerialrat und 1913 zum Sektionschef auf. 1919 trat er in den Ruhestand.
Von Ressig war maßgeblich an der Ausarbeitung der letzten Eisenbahngesetze der Österreichisch-ungarischen Monarchie beteiligt. Hierzu gehörte z. B. das Lokalbahngesetz von 1910. Für seine Verdienste um die Koordinierung ziviler und militärischer Dienststellen während des Ersten Weltkrieges wurde er noch 1918 in den Adelsstand erhoben. Im Jahre 1900 verlieh ihm das Corps Saxonia Wien die Corpsschleife.